# Hans Christian Andersen (Hörfunkmoderator)
Hans Christian „HC“ Andersen (* 22. April 1971) ist ein norwegischer Hörfunk- und Fernsehmoderator, Musiker und Unternehmer.

## Karriere
Andersen stammt aus der Kommune Halden, in der Region Østfold. In der Zeit von 1983 bis 1991 arbeitete er als Moderator und Techniker bei einem Lokalradiosender in Halden. Es folgten zwei Jahre als Moderator beim Jugendsender Radio Ung in Oslo und eine kürzere Zeit als Moderator und Verkaufsberater bei Radio 1. Ab der Gründung von NRK P3 im Jahr 1993 moderierte er dort regelmäßig. Dort hatte er gemeinsam mit Håvard Sylte die Sendung Howard og HC. Zusammen mit Sylte veröffentlichte er auch eigene Musik, darunter ein eigenes Album. Ihr bekanntester Titel ist "Det Va’kke Min Skyld" (Original von Ole l’Dole), mit fast 12.000 verkauften Singles. Bei NRK P3 moderierte er auch bis 2001 die VG-Liste Top 20, später moderierte er die Sendung auch für das Fernsehen. Weitere Sendungen waren unter anderem U Musikk und Pick Up.
Im Februar 2001 moderierte er den norwegischen Vorentscheid für den Eurovision Song Contest 2001, den bei NRK gezeigten Melodi Grand Prix. Von 2001 bis 2003 führte er gemeinsam mit Tommy Steine durch die Talkshow Senkveld, die zu diesem Zeitpunkt als Senkveld med HC og Tommy bei TV 2 ausgestrahlt wurde. Danach war er bis 2004 als Moderator bei TVNorge tätig, wo er für Jeopardy und das Musikquiz HCs Musikkquiz eingesetzt wurde.

### Unternehmerische Tätigkeit
Anschließend zog er sich aus der Moderation zurück und wurde Unternehmer im Bereich des Imports und Verkauf von DAB- und Internetradios. Dazu gründete Andersen die HCAGizmoLink AS, die er später wieder verkaufte. Ab 2008 moderierte er erneut, wobei der die Morgensendung von NRK Østfold übernahm. Im Jahr 2012 erfolgte die Gründung der Firma SAHAGA, einem Hersteller bzw. Importeur von DAB-Radios Zusammen mit Håvard Sylte gründete er 2013 den Lokalradio Pop Radio, der damals empfangbar über DAB+ und Internet war. 2014 eröffnete er einen Internet-Shop mit lokalen Verkaufsräumen für DAB-Radios in Fredrikstad.

### Rückkehr zum Radio
Nachdem Andersen im Sommer 2019 im Sommer vertretungsweise für NRK Østfold gearbeitet hatte, erhielt er das Angebot, wieder in Vollzeit beim Radio zu arbeiten. Im Januar 2020 begann er die Sendung HC und Andrea (zusammen mit Andrea Lindquist) auf NRK P1 zu moderieren. Die Sendung wird in Fredrikstad in den Studios von NRK Østfold aufgenommen und montags bis donnerstags jeweils von 17:00 bis 19:00 Uhr landesweit auf NRK P1 ausgestrahlt. Es handelt sich dabei um eine Musiksendung mit norwegischen und internationalen Pop-Songs aus den 1980er Jahren bis heute mit mehreren Spracheinlagen von jeweils wenigen Minuten zwischen Andersen und Lindquist sowie Anrufern.

## Privatleben
Hans Christian Andersen ist Vater von zwei Kindern (* 2004 und * 2007).

## Diskografie

### Alben
- 1996: TFL Ruler (mit Håvard Sylte), Trigger Records

### Singles
- 1995: Bånn Gass (mit Håvard Sylte), Trigger Records
- 1996: Det Va'kke Min Skyld (mit Håvard Sylte), Trigger Records
- 1996: Samiid Ædnan (mit Håvard Sylte), Trigger Records